# Michael Chiklis
Michael Chiklis (Lowell, 30 agosto 1963) è un attore e produttore televisivo statunitense.

## Biografia
Figlio di Charlie Chiklis, un parrucchiere greco-statunitense di seconda generazione (i nonni paterni del padre erano originari dell'isola di Lesbo, nell'Egeo Settentrionale), e di Katherine Vousboukis, un'infermiera statunitense di origini greche ed irlandesi. Parla correntemente, oltre all'inglese, il greco, l'italiano e lo spagnolo. È meglio conosciuto come protagonista di due serie televisive: Il commissario Scali (1991-1995) e The Shield (2002-2008).
Nel 2005 ha preso parte al film I Fantastici 4 nel ruolo de La Cosa, ruolo che ha ripreso nel 2007 nel sequel I Fantastici 4 e Silver Surfer. Ha ricoperto il ruolo di Segretario alla Difesa nel thriller Eagle Eye e, dal 2010 al 2011, è stato protagonista della serie della ABC No Ordinary Family. Nel 2014 entra a far parte del cast della serie televisiva American Horror Story. Nel 2015 fa il suo debutto nella serie televisiva Gotham, nel ruolo del capitano Nathaniel Barnes.

### Vita privata
È sposato dal 1992 con l'attrice Michelle Moràn, dalla quale ha avuto due figlie, Autumn (1993) e Odessa (1999). Autumn ha interpretato Cassidy, la figlia di Vic Mackey nella serie The Shield.

## Impegno sociale
Chiklis ha partecipato a tornei per celebrità di Texas hold 'em a favore della fondazione di Brad Garrett, la Maximum Hope e con altre come la The Children's Lifesaving Foundation, l'Alzheimer's Association, l'Autism Speaks e la Revlon Run Walk.

## Filmografia

### Attore

#### Cinema
- Wired, regia di Larry Peerce (1989)
- Killer sotto la pioggia (The Rain Killer), regia di Ken Stein (1990)
- Gli intrighi del potere - Nixon (Nixon), regia di Oliver Stone (1995)
- Soldier, regia di Paul W. S. Anderson (1998)
- Taxman, regia di Avi Nesher (1999)
- Carlo's Wake, regia di Mike Valerio (1999)
- Last Request, regia di Tom Hodges (1999) - cortometraggio
- Do Not Disturb - Non disturbare (Do Not Disturb), regia di Dick Maas (1999)
- Body and Soul, regia di Sam Henry Kass (2000)
- I Fantastici 4 (Fantastic Four), regia di Tim Story (2005)
- La setta delle tenebre (Rise: Blood Hunter), regia di Sebastian Gutierrez (2007)
- I Fantastici 4 e Silver Surfer (Fantastic Four: Rise of the Silver Surfer), regia di Tim Story (2007)
- Eagle Eye, regia di D. J. Caruso (2008)
- High School, regia di John Stalberg (2010)
- Two Men Have a Conversation – cortometraggio (2011)
- Parker, regia di Taylor Hackford (2013)
- Pawn - Fai la tua mossa (Pawn), regia di David A. Armstrong (2013)
- Tough Justice, regia di Charles Ingram (2014) - cortometraggio
- Il tempo di vincere (When the Game Stands Tall), regia di Thomas Carter (2014)
- The Do-Over, regia di Steven Brill (2016)
- Rupture, regia Steven Shainberg (2016)
- 1985, regia di Yen Tan (2018)
- 10 Minutes Gone, regia di Brian A. Miller (2019)
- Hubie Halloween, regia di Steven Brill (2020)
- Don't Look Up, regia di Adam McKay (2021)

#### Televisione
- Miami Vice – serie TV, episodio 5x14 (1989)
- Detective Stryker (B.L. Stryker) – serie TV, episodio 1x05 (1989)
- Oltre la legge - L'informatore (Wiseguy) – serie TV, 4 episodi (1989)
- Murphy Brown – serie TV, episodio 3x02 (1990)
- Avvocati a Los Angeles (L.A. Law) – serie TV, episodi 4x18-5x16 (1990-1991)
- The 100 Lives of Black Jack Savage – serie TV, episodio 1x04 (1991)
- Seinfeld – serie TV, episodio 3x10 (1991)
- Il commissario Scali (The Commish) – serie TV, 92 episodi (1991-1995)
- Il tocco di un angelo (Touched by an Angel) – serie TV, episodio 4x18 (1998)
- St. Michael's Crossing - episodio pilota scartato (1999)
- The Three Stooges, regia di James Frawley (2000) - film TV
- Mammi si diventa (Daddio) – serie TV, 14 episodi (2000)
- The Shield – serie TV, 88 episodi (2002-2008)
- No Ordinary Family – serie TV, 20 episodi (2010-2011)
- Vegas – serie TV, 21 episodi (2012-2013)
- Sons of Anarchy – serie TV, episodi 7x12-7x13 (2014)
- American Horror Story – serie TV, 9 episodi (2014-2015)
- Gotham – serie TV, 27 episodi (2015-2017)
- Murder, regia di Anthony Hemingway - episodio pilota scartato (2018)
- Coyote – serie TV, 6 episodi (2021)
- Winning Time - L'ascesa della dinastia dei Lakers (Winning Time: The Rise of the Lakers Dynasty) – serie TV, 10 episodi (2022-2023)
- Hotel Cocaine – serie TV, 8 episodi (2024)

### Doppiatore
- Roughnecks: Starship Troopers Chronicles - serie TV, episodio 1x10 (1999)
- Godzilla - serie TV, episodio 2x13 (2000)
- I Griffin (Family Guy) - serie TV, 4 episodi (2000-2001)
- La città incantata (Sen to Chihiro no kamikakushi), regia di Hayao Miyazaki (2001) - versione in lingua inglese
- Heavy Gear: The Animated Series - serie TV (2001)
- Le avventure di Pollicino e Pollicina (The Adventures of Tom Thumb & Thumbelina), regia di Glenn Chaika (2002)
- Stuart Little - serie TV, episodio 1x11 (2003)
- Fantastic Four - videogioco (2005)
- The Shield - videogioco (2007)
- Robot Chicken - serie TV, episodio 3x18 (2008)
- La leggenda della montagna incantata (The Legend of Secret Pass), regia di Steve Trenbirth (2010)
- Axe Cop - serie TV, episodio 2x02 (2015)
- I Simpson - serie TV, 1 episodio (2016)
- Mutafukaz, regia di Shōjirō Nishimi e Guillaume "Run" Renard (2017) - versione in lingua inglese
- DuckTales - serie TV, 4 episodi (2018-2020)

### Regista
- The Shield - serie TV, episodi 3x09-5x06-6x05-7x05 (2004-2008)
- Vegas - serie TV, episodio 1x17 (2013)

### Produttore
- The Shield - serie TV (2004-2008) - produttore
- No Ordinary Family  - serie TV (2010-2011) - co-produttore esecutivo
- Pawn, regia di David Armstrong (2013) - produttore
- Vegas - serie TV (2012-2013) - produttore esecutivo

## Riconoscimenti
- Premio Emmy
  - 2002 – Miglior attore protagonista in una serie drammatica per The Shield
  - 2003 – Candidatura al miglior attore protagonista in una serie drammatica per The Shield
- Golden Globe
  - 2003 – Miglior attore in una serie drammatica per The Shield
  - 2004 – Candidatura al miglior attore in una serie drammatica per The Shield
  - 2005 – Candidatura al miglior attore in una serie drammatica per The Shield

## Doppiatori italiani
Nelle versioni in italiano delle opere in cui ha recitato, Michael Chiklis è stato doppiato da:
- Pasquale Anselmo in The Shield, Vegas, Pawn - Fai la tua mossa, Hotel Cocaine
- Roberto Draghetti ne I Fantastici 4, I Fantastici 4 e Silver Surfer
- Enzo Avolio in Do Not Disturb - Non disturbare, Don't Look Up
- Stefano Alessandroni in American Horror Story, Coyote
- Paolo Marchese ne La setta delle tenebre
- Angelo Nicotra in Eagle Eye
- Riccardo Lombardo in Parker
- Roberto Pedicini ne Il tempo di vincere
- Stefano Santerini in The Do-Over
- Massimo De Ambrosis in 10 Minutes Gone
- Stefano Mondini in Seinfeld
- Carlo Valli ne Il commissario Scali
- Marco Mete in Mammi si diventa
- Roberto Stocchi in No Ordinary Family
- Emidio La Vella in Sons of Anarchy
- Massimo Corvo in Gotham
- Dario Oppido in Winning Time - L'ascesa della dinastia dei Lakers

Da doppiatore è sostituito da:
- Leslie La Penna in DuckTales
- Roberto Draghetti in La leggenda della montagna incantata